# Amanda Plummer
Amanda Michael Plummer (New York, 23 maart 1957) is een Amerikaanse actrice.

## Familie
Plummer is een dochter van wijlen Christopher Plummer.

## Prijzen
- 1994 Academy of Science Fiction, Fantasy & Horror Films in de categorie Beste Actrice met een Bijrol met de film Needful Things – gewonnen.
- 1995 American Comedy Awards in de categorie Grappigste Actrice in een Film met de film Pulp Fiction – genomineerd.
- 1992 BAFTA Awards in de categorie Beste Actrice in een Bijrol met de film The Fisher King – genomineerd.
- 1996 CableACE Awards in de categorie Actrice in een Bijrol in een Film met de film The Right to Remain Silent – gewonnen.
- 1994 CableACE Awards in de categorie Actrice in een Bijrol in een Film met de film Last Light – genomineerd.
- 1993 CableACE Awards in de categorie Actrice in een Televisieserie met de televisieserie The Hidden Room – genomineerd.
- 1992 Chicago Film Critics Association Awards in de categorie Beste Actrice in een Bijrol met de film The Fisher King – Genomineerd.
- 2003 DVD Exclusive Awards in de categorie Beste Actrice in een Film met de film Mimic: Sentinel – genomineerd.
- 2006 Fangoria Chainsaw Awards in de categorie Beste Actrice in een Bijrol met de film Satan's Little Helper – genomineerd.
- 1993 Golden Globes in de categorie Beste Optreden door een Actrice in een Film met de film Miss Rose White – genomineerd.
- 1991 Los Angeles Film Critics Association Awards in de categorie Beste Actrice in een Bijrol met de film The Fisher King – tweede plaats.
- 2005 Primetime Emmy Awards in de categorie Uitstekende Gastactrice in een Televisieserie met de televisieserie Law & Order: Special Victims Unit – gewonnen.
- 1996 Primetime Emmy Awards in de categorie Uitstekende Gastactrice in een Televisieserie met de televisieserie The Outer Limits – gewonnen.
- 1992 Primetime Emmy Awards in de categorie Uitstekende Gastactrice in een Film met de film Miss Rose White – gewonnen.
- 1989 Primetime Emmy Awards in de categorie Uitstekende Gastactrice in een Televisieserie met de televisieserie L.A. Law – genomineerd.

## Filmografie

### Films
Selectie:
- 2025: The Mastermind
- 2016: La Danseuse - als Lili
- 2013: The Hunger Games: Catching Fire – als Wiress
- 2011: Vampire – als Helga
- 2003: My Life Without Me – als Laurie
- 2002: Get a Clue – als Miss Dawson
- 2000: The Million Dollar Hotel – als Vivien
- 1999: 8½ Women – als Beryl
- 1997: Hercules – als Clotho (stem)
- 1996: Freeway – als Ramona Lutz
- 1994: Nostradamus – als Catherine
- 1994: Pulp Fiction – als Honey Bunny / Yolanda
- 1993: Needful Things – als Nettie Cobb
- 1993: So I Married an Axe Murderer – als Rose Michaels
- 1991: The Fisher King – als Lydia
- 1990: Joe Versus the Volcano – als Dagmar
- 1984: The Hotel New Hampshire – als Miss Miscarriage
- 1983: Daniel – als Susan Isaacson
- 1982: The World According to Garp – als Ellen James

### Televisieseries
Uitgezonderd eenmalige gastrollen.
- 2023: Star Trek: Picard - als Vadic - 6 afl.
- 2020: Ratched - als Louise - 8 afl.
- 2009 - 2013: Phineas and Ferb - als professor Poofenplotz (stem) - 4 afl.
- 1996 – 2000: The Outer Limits – als Dr. Theresa Givens – 2 afl.
- 1989 – 1990: L.A. Law – als Alice Hackett – 6 afl.

## TheaterwerkBroadway
- 1987 Pygmalion – als Eliza Doolittle
- 1986 – 1987 You Never Can Tell – als Dolly Clandon
- 1983 – 1984 The Glass Menagerie – als de dochter
- 1982 – 1983 Agnes of God – als Agnes
- 1981 A Taste of Honey – als Josephine
- 1981 The Stitch in Time – als Genevieve Holster

- Bibsys: 99060805
- Biblioteca Nacional de España: XX1109150
- Bibliothèque nationale de France: cb14041683z (data)
- CiNii: DA17777839
- Gemeinsame Normdatei: 140912452
- International Standard Name Identifier: 0000 0001 1507 2654
- Library of Congress Control Number: no92020091
- MusicBrainz: 61742cdb-b5ab-47f0-a724-38a454be4ef8
- Nationale Bibliotheek van Tsjechië: xx0164523
- Nationale Bibliotheek van Israël: 987007325384305171
- Nationale Bibliotheek van Polen: a0000001706417
- Nederlandse Thesaurus van Auteursnamen: 152478183
- SNAC: w6qf9jcs
- Système universitaire de documentation: 119193183
- Virtual International Authority File: 107882168
- WorldCat: E39PBJw94T4xCk7trTPBD8HDMP